# Niepokalanów

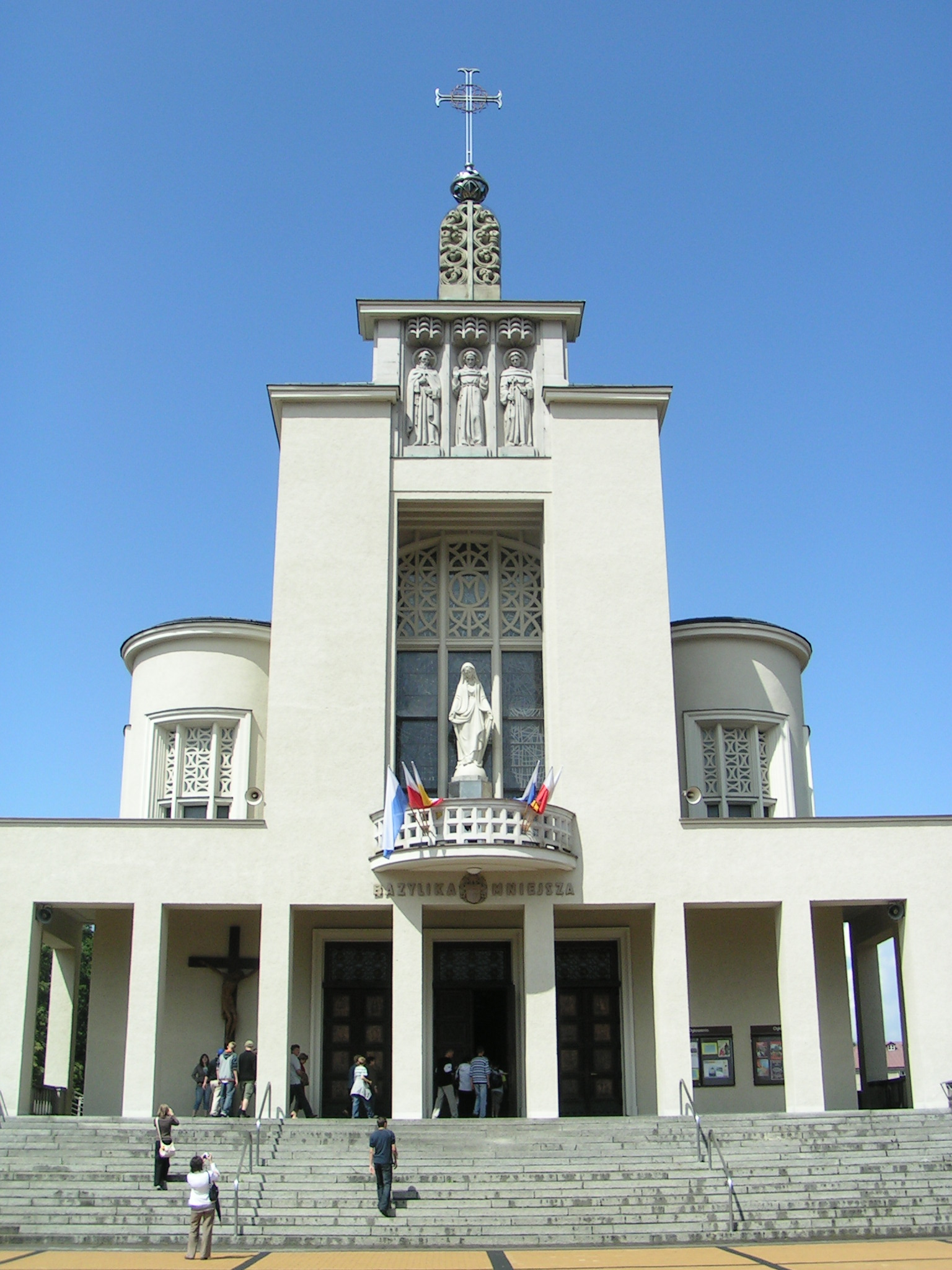
Die Kirche in Niepokalanów

Niepokalanów (übersetzt: Stadt Mariens; wörtlich: Stadt der Unbefleckten) ist Teil des Dorfes Paprotnia in der Gemeinde Teresin in Polen. Niepokalanów liegt etwa 40 km westlich von Warschau. Der Ort wurde von dem Franziskaner-Minoriten Pater Maximilian Maria Kolbe für missionarische Zwecke gegründet.

## Geschichte
Im Jahre 1921 begann Kolbe in Krakau mit der Publikation der Monatsschrift Rycerz Niepokalanej (übersetzt: Ritter der unbefleckten Jungfrau). Aus Platzgründen verlegte er bald seine Arbeit in das Franziskanerkloster Grodno, doch auch dieser Arbeitsplatz tat seinen Ansprüchen nicht Genüge; der Ort war für seine weitgefassten missionarischen und publikatorischen Pläne zu klein.
Als er im Jahr 1927 von dem Fürsten Jan Drucki-Lubecki ein größeres Grundstück 40 km westlich von Warschau geschenkt bekam, konnte er seine missionarische Tätigkeit ausweiten. Es siedelten sich mehrere Mönche in Baracken an und auf dem Grundstück entstand innerhalb weniger Jahre eine Stadt, die Kolbe Niepokalanów nannte.
In der Stadt wurden ein großes Kloster, ein Pressezentrum und verschiedene Unterkünfte für Konferenzen u. Ä. gebaut.
1930 verließ Kolbe Polen für Missionsarbeiten in Japan. Als er 1936 zurückkehrte, baute er seine Missionsstadt weiter aus. Niepokalanów erhielt einen Bahnhof, einen Flugplatz und eine Radiostation.

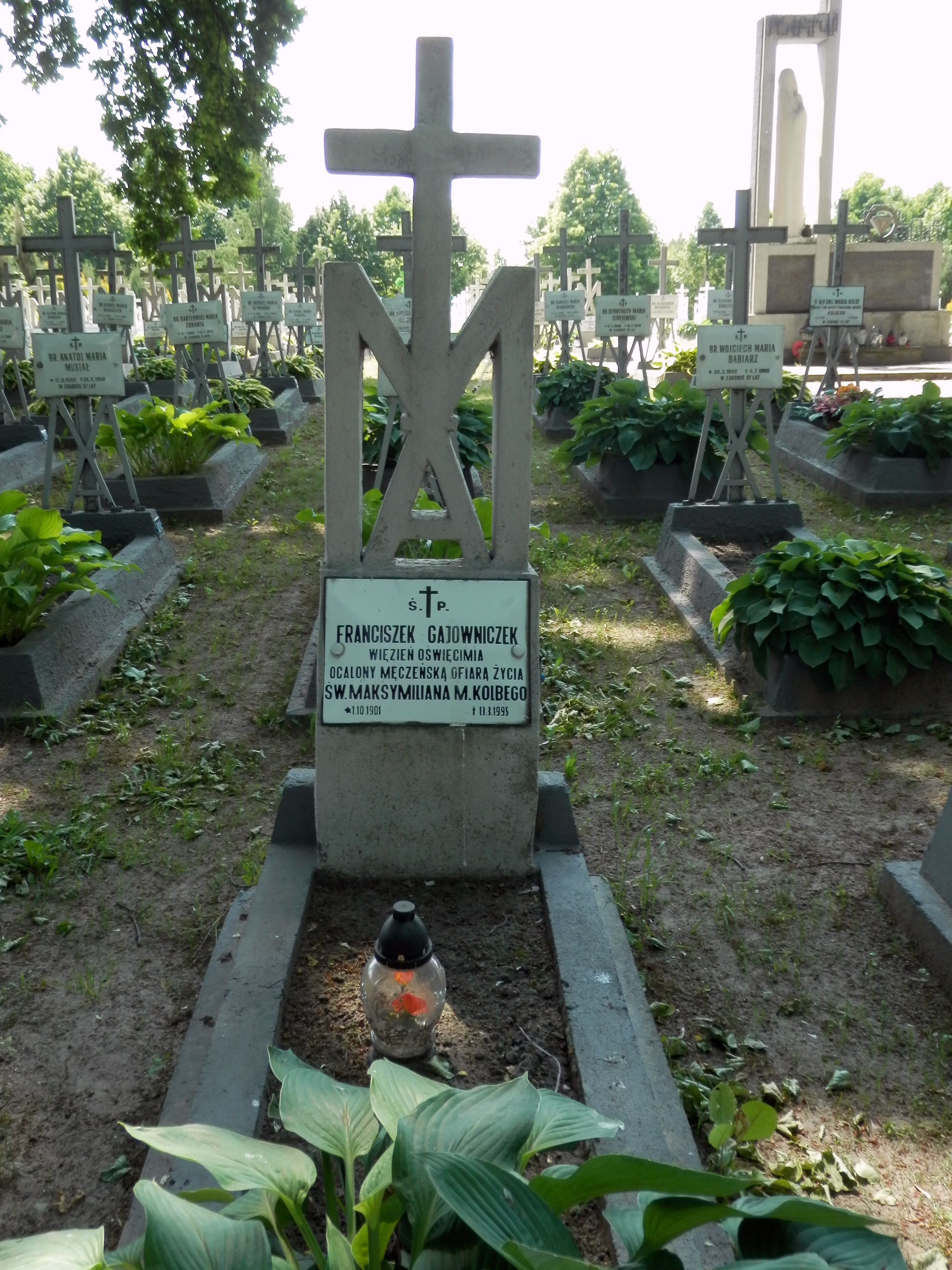
Grab von Franciszek Gajowniczek auf dem Friedhof Niepokalanów

Nach dem Einmarsch der Deutschen in Polen wurde Niepokalanów besetzt, etwa 40 Ordensbrüder, unter ihnen auch Kolbe, wurden verhaftet. Nachdem Kolbe am 8. Dezember 1939 wieder freigelassen worden war, organisierte er Niepokalanów als Zufluchtsort für Juden und andere Verfolgte. Er wurde nach seiner erneuten Festnahme 1941 im KZ Auschwitz ermordet.
Am 18. Juni 1983 besuchte Papst Johannes Paul II. die Basilika in Niepokalanów. 120 Mönche lebten im Jahr 2018 im Kloster.

## Niepokalanów heute
Heute, vor allem durch die Heiligsprechung Maximilian Kolbes, ist Niepokalanów ein beliebter Marienwallfahrtsort, der jährlich von mehreren hundert Pilgern besucht wird. Aus der Gründungszeit vor dem Zweiten Weltkrieg sind noch verschiedene Baracken, eine Marienfigur und eine kleine Kapelle erhalten, in der heute ein Museum eingerichtet ist. Auf dem Friedhof von Niepokalanów befindet sich auch das Grab des 1995 verstorbenen Franciszek Gajowniczek, dessen Leben Maximilian Kolbe durch seinen Märtyrertod gerettet hatte.
Am 1. September 2018 wurde in der Basilika ein Weltzentrum des Gebets für den Frieden, „Stern der Immakulata“, nach dem Wunsch von P. Kolbe eröffnet, der 1934 in einem Brief aus Nagasaki an den Guardian von Niepokalanów schrieb: „Ich stelle mir eine schöne Figur der Immakulata im großen Altar vor und auf ihrem Hintergrund, zwischen den ausgestreckten Händen, eine Monstranz, die in der ständigen Anbetung des Allerheiligsten Sakramentes ist. Die Ordensbrüder beten ihn abwechselnd an. Wer in die Kirche reinkommt, fällt auf die Knie, betet an, schaut auf das Gesicht der Immakulata, geht, und sie organisiert seine Sache mit dem Herrn Jesus.“ Seitdem ist das Allerheiligste Tag und Nacht zur Anbetung ausgesetzt, an der man auch via Livestream virtuell teilnehmen kann.